# Grammia tooele
Grammia tooele är en fjärilsart som beskrevs av Barnes och Mcdunnough 1910. Grammia tooele ingår i släktet Grammia och familjen björnspinnare. Inga underarter finns listade i Catalogue of Life.